# Pacher Tibor
Pacher Tibor (Kapuvár, 1960. december 6. –) magyar elméleti fizikus, a Puli Space Technologies alapítója, vezetője.

## Tanulmányai
Id. Dr. Pacher Tibor, gyermekorvos és Varga B. Rozália második gyermekeként született. Az általános iskolát követően a mosonmagyaróvári Kossuth Lajos Gimnázium matematika tagozatára járt. Már középiskolai évei alatt kiemelkedő teljesítményt nyújtott matematika (1975/76 – Arany Dániel Matematikai Tanulóverseny 2. díj) és fizika (1977/78 – Országos Középiskolai Tanulmányi Verseny 6. helyezés, 1978/79 – Országos Középiskolai Tanulmányi Verseny 9. helyezés) tantárgyakban.
Az érettségit (1979) követően – a kötelező sorkatonai szolgálat teljesítése után – az Eötvös Loránd Tudományegyetem fizika szakán kezdte meg egyetemi tanulmányait. A fizikusi diplomát 1985-ben szerezte meg Lukács Béla témavezetésével kozmológia témában.
1985 és 1991 között a Heidelbergi Egyetemen folytatott elméleti fizikai-kozmológiai és kvantumkémiai tanulmányokat, és szerzett doktori fokozatot (PhD):
- 1985–1987: Ruprecht-Karls Universität Heidelberg (Ruperto Carola), Elméleti Fizika Tanszék
- 1987: Fermi National Accelerator Laboratory (Fermilab), Theoretical Astrophysics Groups – 4 hónap
- 1987–1993: Ruprecht-Karls Universität Heidelberg (Ruperto Carola), Elméleti Kémia Tanszék
- 1991: Ruprecht-Karls Universität Heidelberg (Ruperto Carola), Elméleti Kémia Tanszék; Dr. rer. Nat. summa cum Laude, kvantummechanikai témában

## Szakmai tevékenysége
1993-tól integrált ügyviteli rendszerek szoftverfejlesztésével és a nemzetközi projektekben tanácsadással (kontrolling és beruházásmenedzsment-folyamatok és rendszerek felépítése és üzembehelyezése SAP szoftver keretében) foglalkozott.
1994-ben és 1995-ben a Max-Planck-Institut für Astronomie Heidelberg ISOPHOT projektjében vett részt. (ISO: Infrared Satellite Observatory – ESA infravörös űrtávcsöve, 1995-1998 között repült)
1999-töl szabadúszó tanácsadó . Projekthelyszínek: Németország, Anglia, Svédország, Belgium, Hollandia, Magyarország, Csehország, Szlovákia, Szlovénia, Bosznia, Makedónia, Lengyelország, Ukrajna, Oroszország, Grúzia, Kazahsztán, Szingapur, Dél-Afrikai Köztársaság.
2012 augusztusában MiniSpaceWorld terepasztalt valósított meg a mosonmagyaróvári FUTURA Interaktív Természettudományi Élményközpontban.

### Puli Space Technologies
2010 júniusától a Google Lunar X Prize nemzetközi "űrverseny" magyar résztvevőjének, a Puli Space Technologies csapatának alapítója, csapatvezetője. A verseny és egyben a csapat célja, hogy a verseny végéig a Holdra juttassanak egy rovert (Puli), amely sikeres leszállást követően a Hold felszínén legalább 500 métert megtesz, miközben felvételeket készít és azokat eljuttatja a Földre.